# Стівен Шпенді
Стівен Шпенді (алб. Stiven Shpendi, нар. 19 травня 2003, Анкона) — італійський і албанський футболіст, нападник «Емполі» і молодіжної збірної Албанії.

## Клубна кар'єра
Народився 19 травня 2003 року в італійській Анконі в родині вихідців з Албанії. Вихованець юнацьких команд футбольних клубів «Сан-Марино» та «Чезена».
У дорослому футболі дебютував 2022 року виступами за головну команду «Чезени» на рівні Серії C. Швидко став основним гравцем атакувальної ланки команди і одним із її головних бомбардирів, маючи середню результативність на рівні 0,39 гола за гру першості.
5 серпня 2023 року уклав дворічний контракт з «Емполі», у складі якого дебютував в іграх на рівні Серії A.

## Виступи за збірні
На рівні збірних погодився захищати кольори історичної батьківщини і 2021 року дебютував за юнацьку збірну Албанії (U-19), загалом на юнацькому рівні взяв участь у 10 іграх, відзначившись 4 забитими голами.
З 2022 року залучається до складу молодіжної збірної Албанії.

## Статистика виступів

### Статистика клубних виступів
Станом на 22 серпня 2024
| Сезон              | Команда            | Чемпіонат          | Чемпіонат | Чемпіонат | Національний кубок | Національний кубок | Національний кубок | Континентальні кубки | Континентальні кубки | Континентальні кубки | Інші змагання | Інші змагання | Інші змагання | Усього | Усього | Усього |
| Сезон              | Команда            | Ліга               | Ігор      | Голів     | Ліга               | Ігор               | Голів              | Ліга                 | Ігор                 | Голів                | Ліга          | Ігор          | Голів         | Ігор   | Голів  |        |
| ------------------ | ------------------ | ------------------ | --------- | --------- | ------------------ | ------------------ | ------------------ | -------------------- | -------------------- | -------------------- | ------------- | ------------- | ------------- | ------ | ------ | ------ |
| 2021–22            | «Чезена»           | C                  | 2         | 0         | КІ-C               | 0                  | 0                  | -                    | -                    | -                    | -             | -             | -             | 2      | 0      |        |
| 2022–23            | «Чезена»           | C                  | 29+4      | 12        | КІ-C               | 1                  | 0                  | -                    | -                    | -                    | -             | -             | -             | 34     | 12     |        |
| Усього за «Чезену» | Усього за «Чезену» | Усього за «Чезену» | 35        | 12        | -                  | 1                  | 0                  | -                    | -                    | -                    | -             | -             | -             | 36     | 12     |        |
| 2023–24            | «Емполі»           | A                  | 11        | 0         | КІ                 | 1                  | 0                  | -                    | -                    | -                    | -             | -             | -             | 12     | 0      |        |
| Усього за кар'єру  | Усього за кар'єру  | Усього за кар'єру  | 46        | 12        | -                  | 2                  | 0                  | -                    | -                    | -                    | -             | -             | -             | 48     | 12     |        |

### Статистика виступів за збірну
Станом на 22 серпня 2024